# Nepal Ice
Nepal Ice es una cerveza nepalí fabricada desde el año 2006 por la empresa Sungold Brewery (Nepal) Pvt. Ltd. Presenta un graduación alcohólica de 5,5%. Es la primera cerveza de Nepal que se comercializó fuera de sus fronteras, exportándose a Japón, Hong Kong y el Reino Unido.